# Universitat Politècnica de Cartagena
La Universitat Politècnica de Cartagena o UPCT, és una universitat pública situada a la ciutat murciana de Cartagena (Regió de Múrcia), amb escoles fonamentalment de tipus tecnològic i empresarial. Hi existeix oficialment des del 3 d'agost de 1998.

## Història
La creació de l'Escola Universitària Politècnica de Cartagena es va iniciar el 1975 a conseqüència de la integració dels estudis a la Universitat de Múrcia, amb el propòsit d'integrar-hi les Escoles Universitàries d'Enginyeria Tècnica Minera i la d'Enginyeria Tècnica Industrial i poder agregar al nou centre altres estudis.
El 1998, partint de la base dels centres i titulacions impartides al Campus de Cartagena es crea la Universitat Politècnica de Cartagena.
La primera escola va ser la de mineria (actual Escola d'Enginyeria de Camins, Canales i Ports i d'Enginyeria de Mines, EICM) amb creació l'any 1883, a aquesta li van seguir la d'indústria (actual ETSII) el 1901, la d'empresarials (FCCE) el 1921, la d'Enginyeria Tècnica Naval (ETSINO) el 1977, la d'Enginyeria Tècnica Agrícola (ETSIA) el 1983, Enginyeria de Telecomunicació (ETSIT) el 1998 i, finalment, el 2008 es crea l'escola d'Arquitectura i Enginyeria de l'Edificació (ETSAE).
Els estudis de la UPCT es complementen amb els de la Universitat de Múrcia, amb la qual conforma el Campus d'Excel·lència MareNostrum i forma part de l'associació UP4 al costat de les Politècniques de Madrid, Catalunya i València.

## Campus i centres docents
- Campus d'Alfonso XIII :Campus originari al centre de la ciutat. En ell tenen les seves seu les escoles d'Enginyeria Agronómica (ETSIA), Arquitectura i Edificació (ETSAE), Enginyeria Naval (ETSINO) i Enginyeria de Camins i Mines (EICM).
- Campus Muralla del Mar: compost per l'antic Hospital de Marina, seu de l'Escola d'Industrials (ETSII), i l'antiga caserna de Antiguones, en la qual s'hi troba l'Escola de Telecomunicació (ETSIT). En aquest campus se situa també l'edifici de R+D+i, que hi allotja al Servei de Suport a la Recerca Tecnològica (SAIT), l'Institut de Biotecnologia Vegetal (IBV) i el Centre de Tecnologia i Sistemes d'Informació (CTSI); a més de l'Edifici de Laboratoris de Recerca (ELDI) al qual es troba la Xarxa de Càtedres, i la Casa de l'Estudiant.
- Campus CIM: antiga caserna d'Instrucció de Marineria. Alberga la Facultat de Ciències de l'Empresa (FCCE).[4]